# فوکوکو کیوهی
فوکوکو کیوهی (به ژاپنی: 富国強兵, Fukoku kyōhei)، به معنای کشور ثروتمند، ارتش قوی، در اصل عبارتی از اثر تاریخی چینی باستان در مورد عصر دولت‌های جنگ‌طلب بود که به شعار تبلیغاتی ژاپن در طول دوره میجی تبدیل شد. این شعار جایگزین شعار سوننو جوئی (احترام به امپراتور، اخراج بربرها) دوره باکوماتسو بود. این یک عبارت یوجی‌جوکوگو است.